# Cisticola cinereolus
Cisticola cinereolus là một loài chim trong họ Cisticolidae.